# 路德維希一世 (拿騷-威爾堡)
路德維希一世（德語：Ludwig I. von Nassau-Weilburg，1473年—1523年5月28日），拿騷-威爾堡伯爵，約翰三世之子，1492年至1523年在位。

## 家庭
1502年，路德維希與拿騷-威斯巴登-伊德施泰因伯爵阿道夫三世的女兒瑪格麗特結婚，兩人共有1子1女：
1. 腓力三世（1504年—1559年）
2. 安娜（1505年—1564年）